# Stadion Miejski w Gandży
Stadion Miejski – wielofunkcyjny stadion w mieście Gandża, w Azerbejdżanie. Może pomieścić 9 300 widzów (w tym 8000 miejsc siedzących). Swoje spotkania rozgrywa na nim drużyna Kəpəz Gəncə.